# مهتاب بلوکی
مهتاب بلوکی، مترجم ایرانی، در سال ۱۳۴۴، در تهران، دیده به جهان گشود. وی تحصیلات ابتدایی خود را در مدرسهٔ ژاندارک گذراند و سپس برای دبیرستان به مدرسهٔ فرانسوی‌های فرانکفورت و مدرسهٔ شارل دوگل لندن رفته و در آنجا تحصیلات مقدماتی خود را تکمیل کرد. پس از اخذ مدرک دیپلم، برای ادامهٔ تحصیل به آمریکا رفت و دو سال، در حد مقدماتی، به تحصیل رشتهٔ فیلمسازی پرداخت. سپس در سال ۱۳۶۵، به ایران بازگشت و در سال ۱۳۶۷، در دانشگاه شهید بهشتی در رشتهٔ زبان و ادبیات فرانسوی تحصیل کرد و مدرک کارشناسی ارشد این رشته را در این دانشگاه گرفت. او دکترا را به شیوهٔ غیرحضوری در دانشگاه سوربن- پاریس ۳ ادامه داد و در رشتهٔ ادبیات نمایشی- تئاتر ژان ژنه فارغ‌التحصیل شد.
رسالهٔ دکترای مهتاب بلوکی با عنوان ژان ژنه و معماری خلأ که به زبان فرانسوی نوشته شده؛ توسط ابوالفضل الله‌دادی به فارسی نیز ترجمه شده‌است.
وی در زمینه ترجمه آثار(عموما از فرانسوی) به فارسی مشغول است و آثارش توسط ناشران ایرانی منتشر شده است.

## تالیفات
1. ژان ژنه و معماری خلا، نی

## ترجمه‌ها
1. شش اثر، کریستیان بوبن، نی
2. مقالاتی دربارهٔ زیباشناسی هنر، ژان ژُنه، ققنوس
3. زیبایی‌شناسیِ نمایشیِ ژان ژنه (مجموعه مقالات، نامه‌ها و گفت‌وگوها)، ژان ژُنه، بیدگل
4. جنگ و خاطره (میزگرد بررسی ادبیات خاطره‌نویسی رزمندگان جنگ ایران (و عراق) و رزمندگان فرانسوی)، سوره مهر
5. برگرفته‌ای از نقاشی مدرن، شارل بودلر، نی [در کتاب از مدرنیسم تا پست‌مدرنیسم]
6. بنیاد و بیانیهٔ فوتوریسم، فیلیپو توماسو مارینتّی، نی [در کتاب از مدرنیسم تا پست‌مدرنیسم]
7. برگرفته‌ای از دوره زبان‌شناسی عمومی، فردینان دو سوسور، نی [در کتاب از مدرنیسم تا پست‌مدرنیسم]
8. پست‌مدرنیسم: کتابنامه‌ای نقدگونه، ایهاب حسن، نی [در کتاب از مدرنیسم تا پست‌مدرنیسم]

## منبع
صفحهٔ مترجم، در سایت رسمی خانهٔ کتاب و ادبیات ایران
صفحهٔ مترجم، در سایت رسمی انتشارات نی
صفحهٔ مترجم، در سایت رسمی انتشارات ققنوس
صفحهٔ مترجم، در سایت رسمی انتشارات بیدگل
1. ↑  ketab.ir https://ketab.ir/search?author=%D8%A8%D9%84%D9%88%DA%A9%DB%8C%20%D8%8C%20%D9%85%D9%87%D8%AA%D8%A7%D8%A8. دریافت‌شده در ۲۰۲۳-۰۸-۱۰. پارامتر |عنوان= یا |title= ناموجود یا خالی (کمک)
2. ↑  «مهتاب بلوکی – نشر نی». nashreney.com. بایگانی‌شده از اصلی در ۱۰ اوت ۲۰۲۳. دریافت‌شده در ۲۰۲۳-۰۸-۱۰.
3. ↑  «مقالاتی دربارهٔ زیباشناسی هنر». گروه انتشاراتی ققنوس. دریافت‌شده در ۲۰۲۳-۰۸-۱۰.
4. ↑  «نشر بیدگل: مهتاب بلوکی». bidgolpublishing.com. دریافت‌شده در ۲۰۲۳-۰۸-۱۰.